# Distretto di Juaboso
Il distretto di Juaboso (ufficialmente Juaboso District, in inglese) è un distretto della Regione Nordoccidentale del Ghana.